# Golf de Liddon
El golf de Liddon és una gran entrada de mar a la banda sud-oest de l'illa de Melville, als Territoris del nord-oest, Canadà. Al sud-oest s'uneix a l'estret de McClure.